# غلام‌بارگی
غلام‌بارگی در نوشته‌های دینی زرتشتی به نزدیکی و مباشرت نرینه با نرینه (لواط) گفته شده‌است. در آئین ایرانیان باستان این کار بسیار زشت بوده و انجام‌دهندگان آن را دیو کامل دانسته و در کتاب‌های دینی گناه آن را مرگ و دوزخ را جایگاه غلامبارگان یاد کرده‌اند. در وندیداد زرتشت از مزدا می‌پرسد «کدام مرد از دیوها به شمار می‌رود.» مزدا پاسخ می‌دهد «مردی که با نرینه نزدیکی کند یا نرینه را به خود بپذیرد.» در سد در نثر آمده‌است، از غلامبارگی و مواجری کردن پرهیز باید کردن، چه سَرِ همهٔ گناهان دین اینست و در دین ازین بدتر گناه نیست. اگر کسی بدیشان فراز رسد و ایشان را در میان کار ببیند، هر دو را سر بباید بُرَد یا از شکم بشکافد و هیچ گناهش نباشد. هیچکس را بی‌دستوری دستوران و پادشاهان نباید کشت، به جز غلامبارگی و مواجری چه اندر دین گوید که غلامباره با اهریمن برابر است و چون زنان کنند، همچنان بود که مردان. در سد در بندهش غلامبارگی کردن مجازات  مرگ دارد و تا رستاخیز روان غلام‌بارگان در دوزخ می‌باشد.